# Kapelle St. Maria Magdalena (Almert)

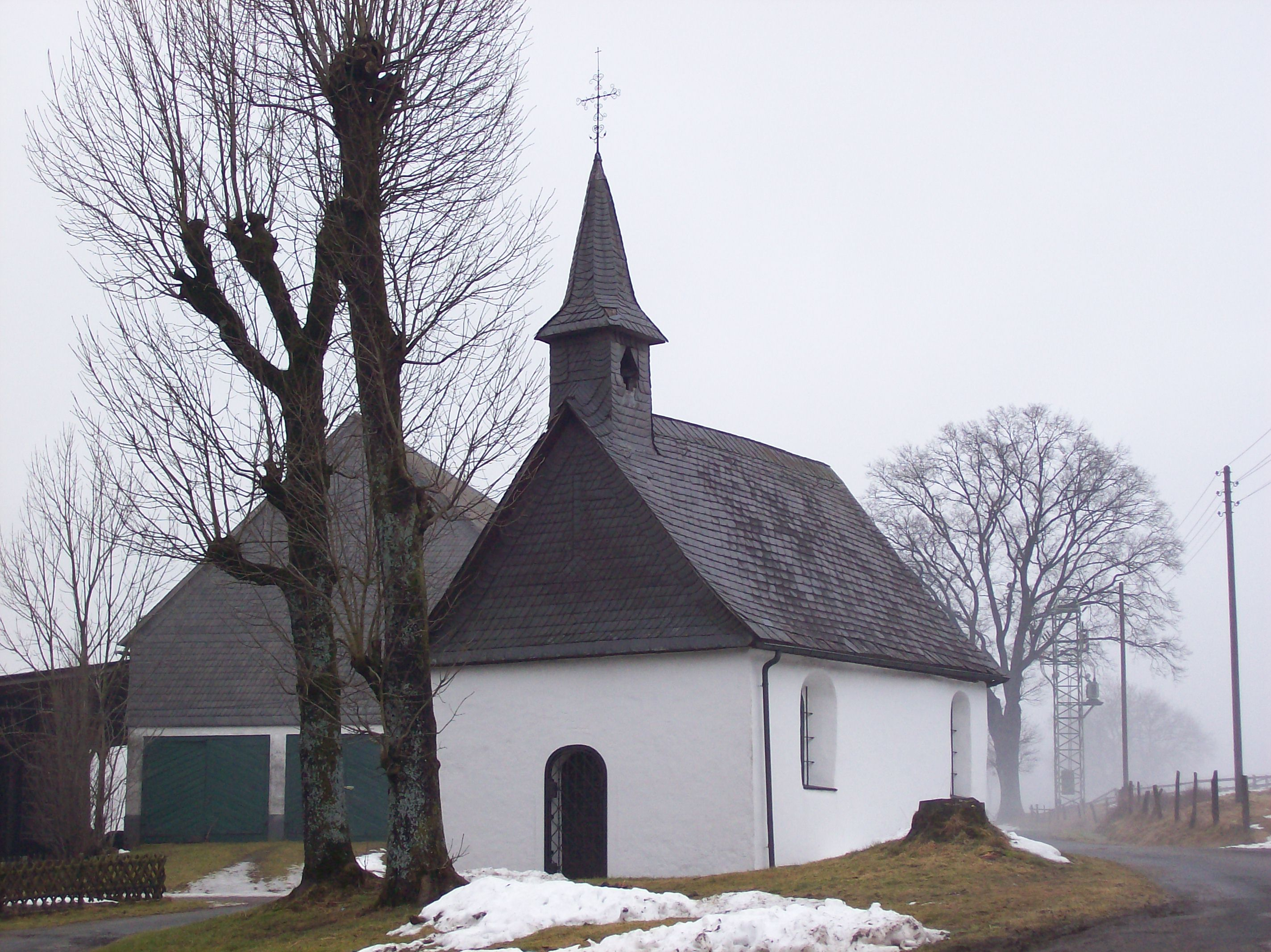
Kapelle St. Maria Magdalena

Die katholische St. Maria Magdalena Kapelle ist ein denkmalgeschütztes Kirchengebäude in Almert, einem Ortsteil von Schmallenberg im Hochsauerlandkreis (Nordrhein-Westfalen).

## Geschichte und Architektur
Die Kapelle der Hl. Maria Magdalena und des Hl. Rochus wurde im 18. Jahrhundert errichtet. Um 1620 bestand bereits ein Vorgängerbau. In der Kapelle befinden sich unterhalb des Altaraufsatzes die Figuren der beiden Heiligen. Bis Mitte des 17. Jahrhunderts war die Hl. Maria Magdalena die einzige Patronin.
Das einschiffige 6 mal 3,8 Meter große Bauwerk mit 3/8 Schluss hat einen Dachreiter und rundbogige Fenster aus dem 19. Jahrhundert. Die neuen Fenster aus dem Jahr 1980 wurden von Jupp Gesing entworfen.